# 皮米克朗
皮米克朗（法語：Puymiclan，法語發音：[pɥimiklɑ̃]）是法国洛特-加龙省的一个市镇，属于马尔芒德区。

## 地理
皮米克朗（44°30'44"N, 0°18'57"E）面积25.74 平方千米，位于法国新阿基坦大区洛特-加龍省，该省份为法国西南部内陆省份，北起多爾多涅省，西接吉倫特省和朗德省，南至热尔省，东临塔恩-加龙省和洛特省。
与皮米克朗接壤的市镇（或旧市镇、城区）包括：蒙蒂尼亚克-图皮讷里、阿格梅、特雷克河畔比拉克、贡托德诺加雷、圣巴泰勒米达日奈、塞什、维拉泽伊。

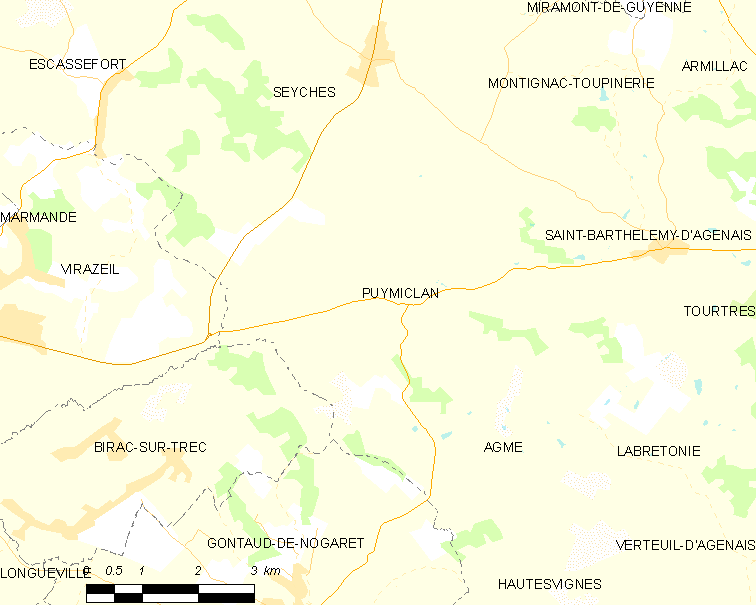
皮米克朗的OSM定位图

皮米克朗的时区为UTC+01:00、UTC+02:00（夏令时）。

## 行政
皮米克朗的邮政编码为47350，INSEE市镇编码为47216。

## 政治
皮米克朗所属的省级选区为吉耶讷山丘县。

## 人口

1962-2008年间皮米克朗人口变化图示

皮米克朗于2022年1月1日时的人口数量为707人。

## 图集

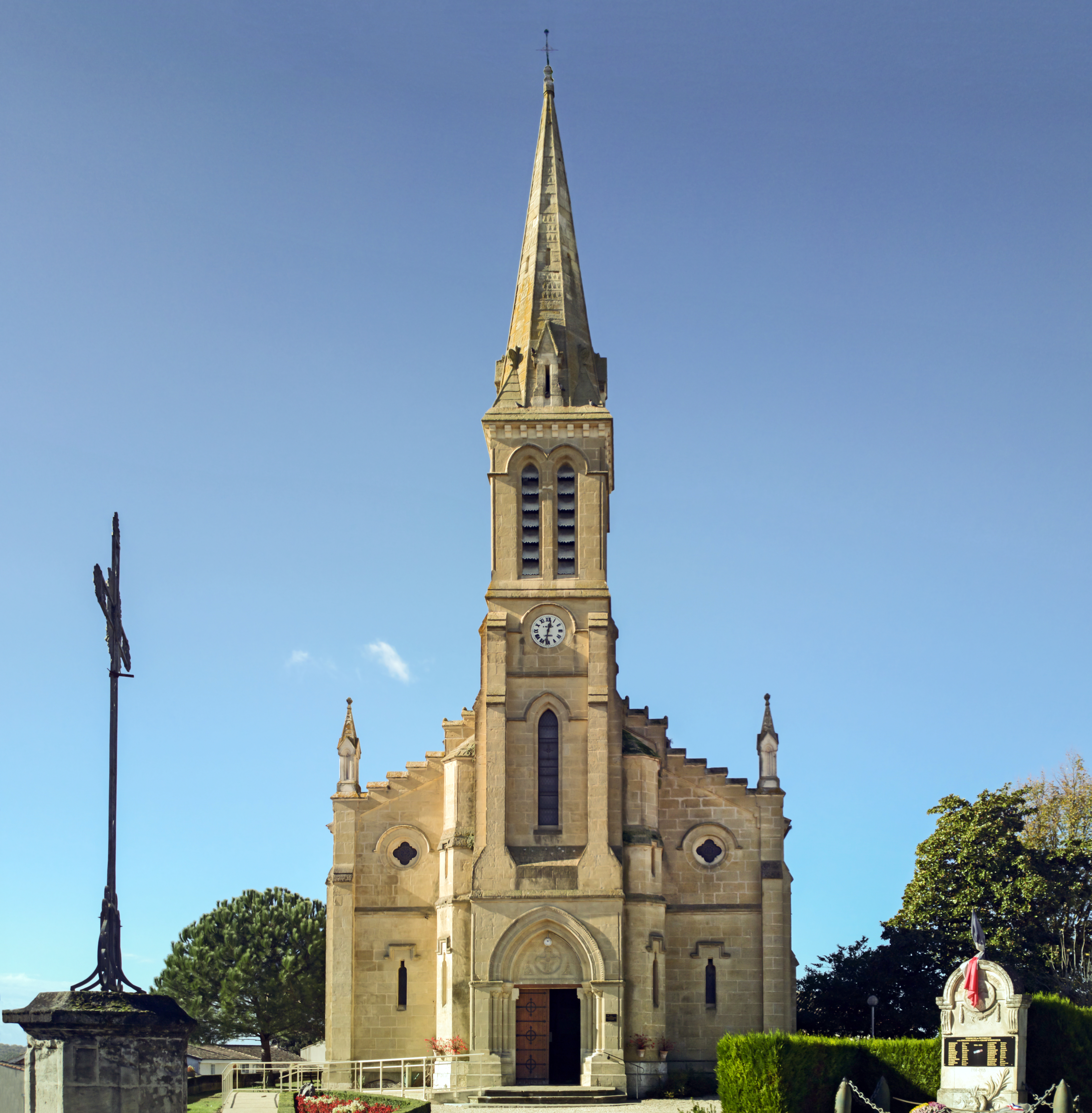
皮米克朗聖母教堂
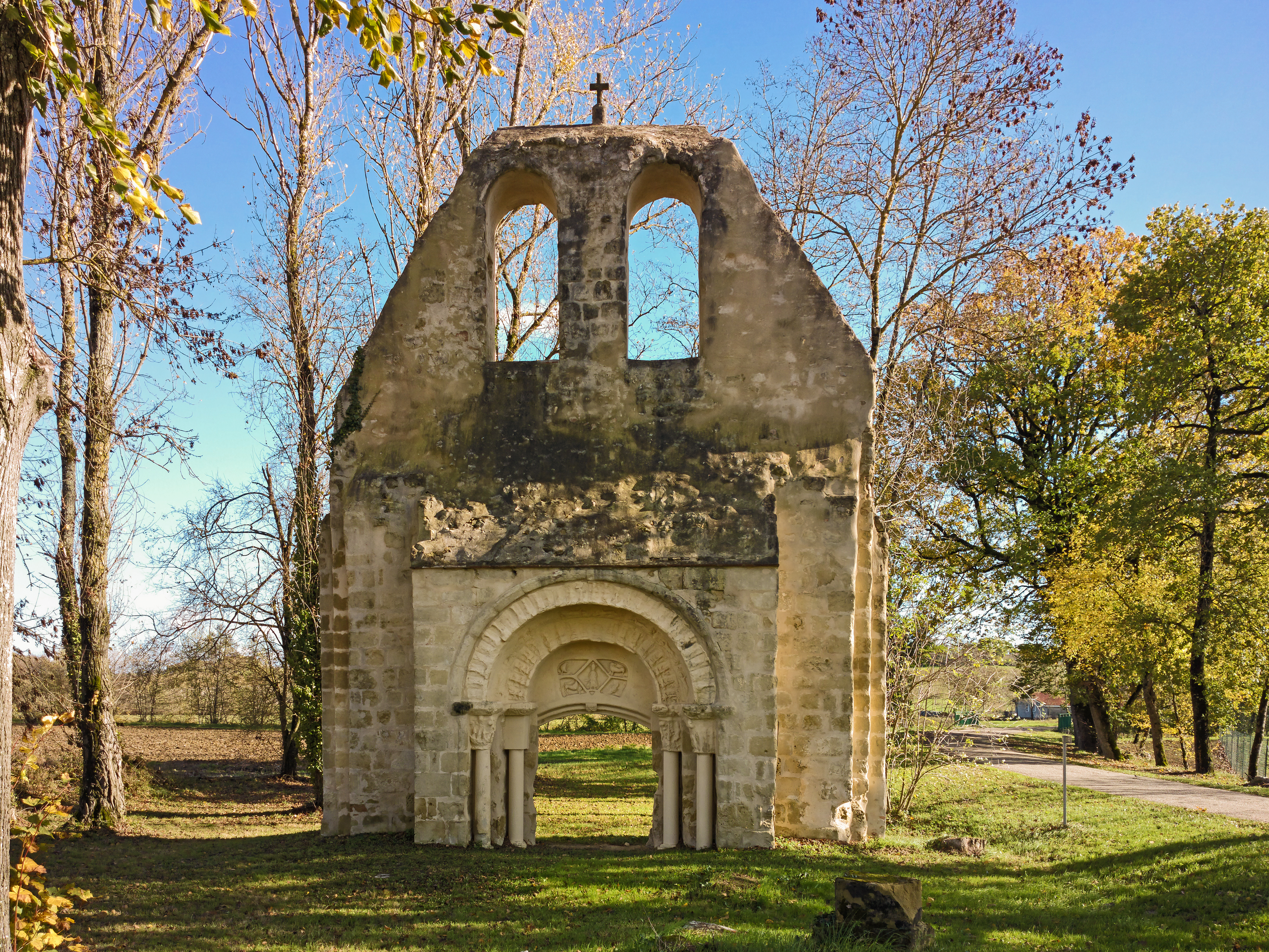
隆德尔圣伯多禄教堂
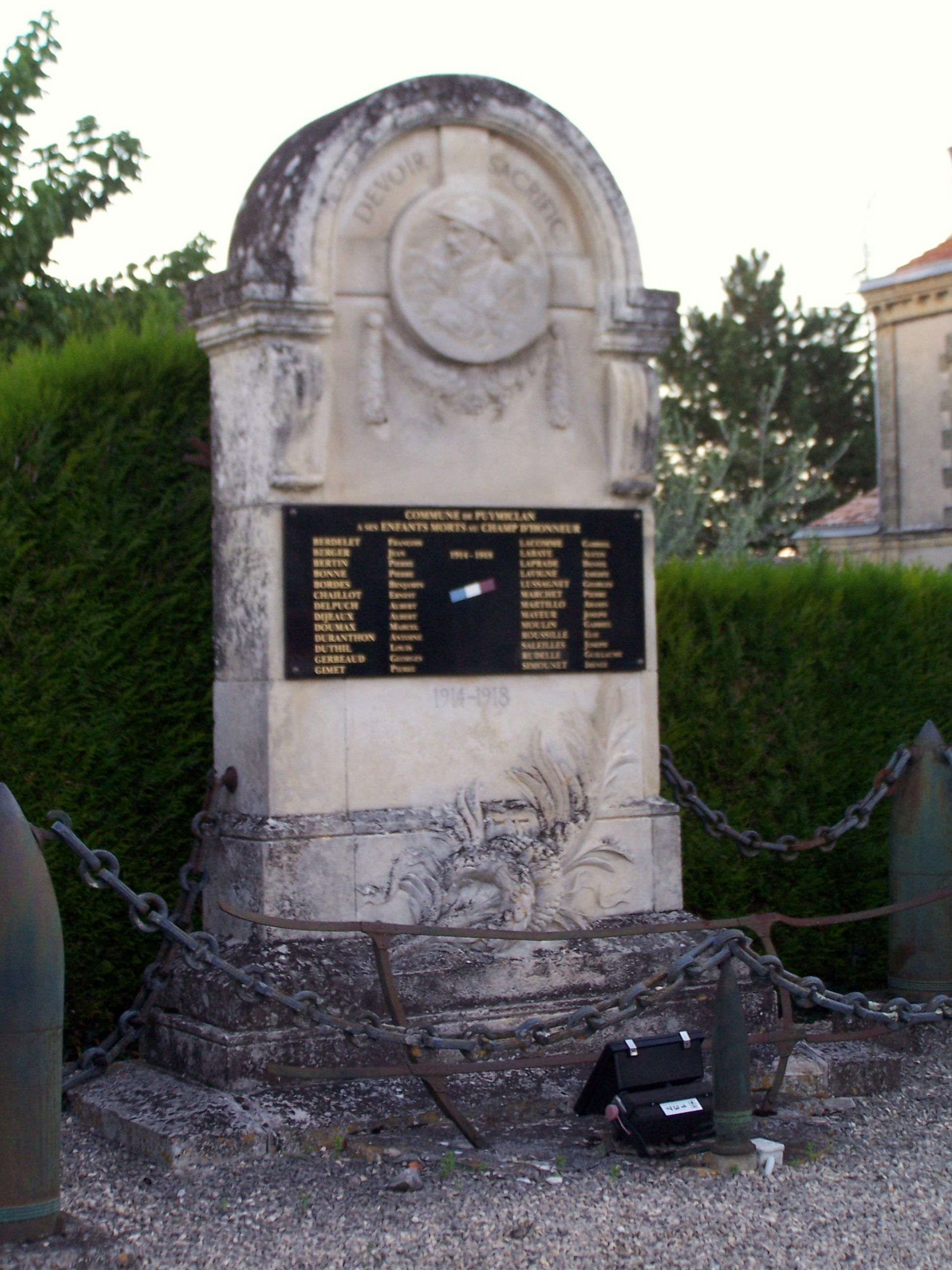
战争纪念碑